# 旅顺博物馆
38°48′27″N 121°13′47″E / 38.80754°N 121.22971°E
旅顺博物馆是一座位于辽宁省大连市旅顺口区、隶属于大连市的历史及艺术类博物馆，位于大连市旅顺口区列宁街。1915年11月26日建馆，现有藏品六万余件，主要是大连、新疆文物及著名的历史艺术类文物，其中不少有极高的历史文化价值，分20个门类，分设鼻烟壶艺术陈列厅、珐琅工艺陈列厅、古代货币陈列厅、古代陶瓷陈列厅、木乃伊陈列厅、新疆文物陈列厅、漆器工艺陈列厅、日本书画艺术陈列厅等20个陈列厅。现任馆长为郭富纯。馆舍建筑为文艺复兴时期折衷主义风格，建于1917年，现为国家重点文物保护单位。博物馆前广场上树有中苏友谊纪念塔，周围种有大量樱花。
彭德怀、宋庆龄、贺龙、聂荣臻、郭沫若、董必武、华国锋、廖承志、布赫、江泽民、彭佩云、何鲁丽、李长春、贾庆林、曾培炎、连战、刘云山、曾荫权等众多海内外要人曾参观该馆。
博物馆从1988年起组织出版研究成果，并与日本龙谷大学合作。2006年6月，大连市历史文物研究所正式成立，隶属大连市文化局，与旅顺博物馆合署办公。研究所参与了中国国家重点学术工程——“国家清史编纂工程”项目，其出版的《“满铁”旧影——旅顺博物馆藏“满铁”老照片》一书被纳入“国家清史编纂委员会·图录丛刊”。
2009年5月18日起，旅顺博物馆分馆对外免费开放，采取“免费不免票”原则，即参观者凭有效证件免费领取门票；每周一闭馆。2013年5月1日之后主馆也免费向公众开放。

## 历史沿革

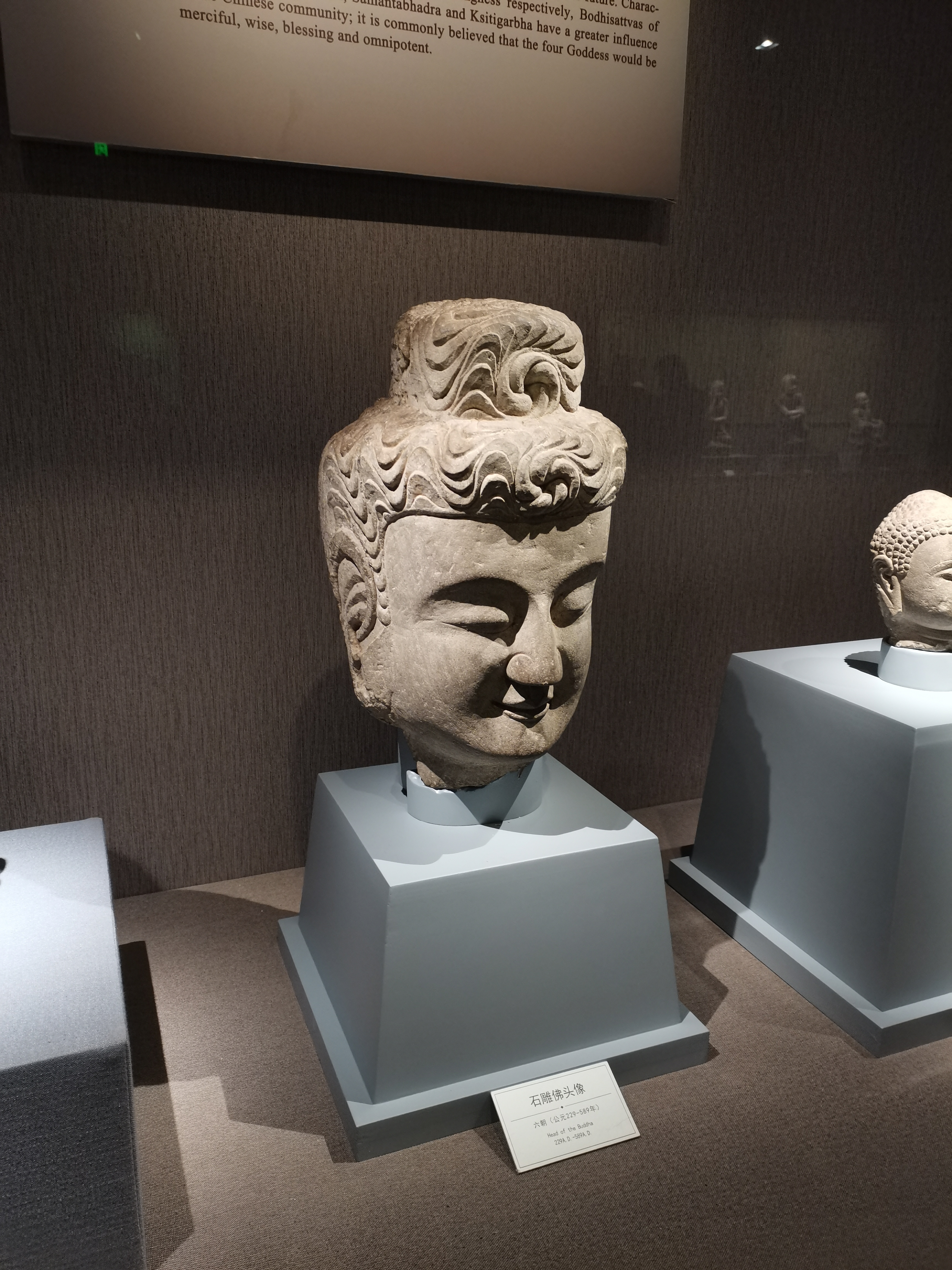
旅顺博物馆馆藏六朝时期石雕佛头像

该馆建于日本殖民统治大连时期的1915年，初名“满蒙物产陈列所”，所址原为俄清银行旅顺分行。1916年更名“关东都督府满蒙物产馆”并开辟新馆址。1917年4月起对外开放，同年于原沙俄占领时期拟建的“陆军将校集会所”基础上再次建设新馆，即今馆舍。1918年竣工；同年4月1日又更名为“关东都督府博物馆”；11月6日新馆舍基本完工，博物馆迁入。1919年4月12日改称“关东厅博物馆”。1934年12月26日馆名改称“旅顺博物馆”。
1951年10月，苏联红军接管旅顺博物馆，博物馆更名为“旅顺东方文化博物馆”。1952年12月改称“旅顺历史文化博物馆”。1954年4月1日改为今名“旅顺博物馆”并由郭沫若为博物馆题写新馆名。1955年苏联从旅大撤军、将大连交还中国政府，博物馆也一同交还。文革期间闭馆，1972年5月1日重新开放。1999年10月旅顺博物馆实施维修改造工程，对主馆馆舍进行全面维修并扩大园区。2001年4月旅顺博物馆分馆落成开馆。2007年11月，关东军司令部旧址并入旅顺博物馆，主要展出关东军的相关内容。2008年5月被国家文物局评定为国家一级博物馆。